# LVG
Не путать с: LFG (Roland)

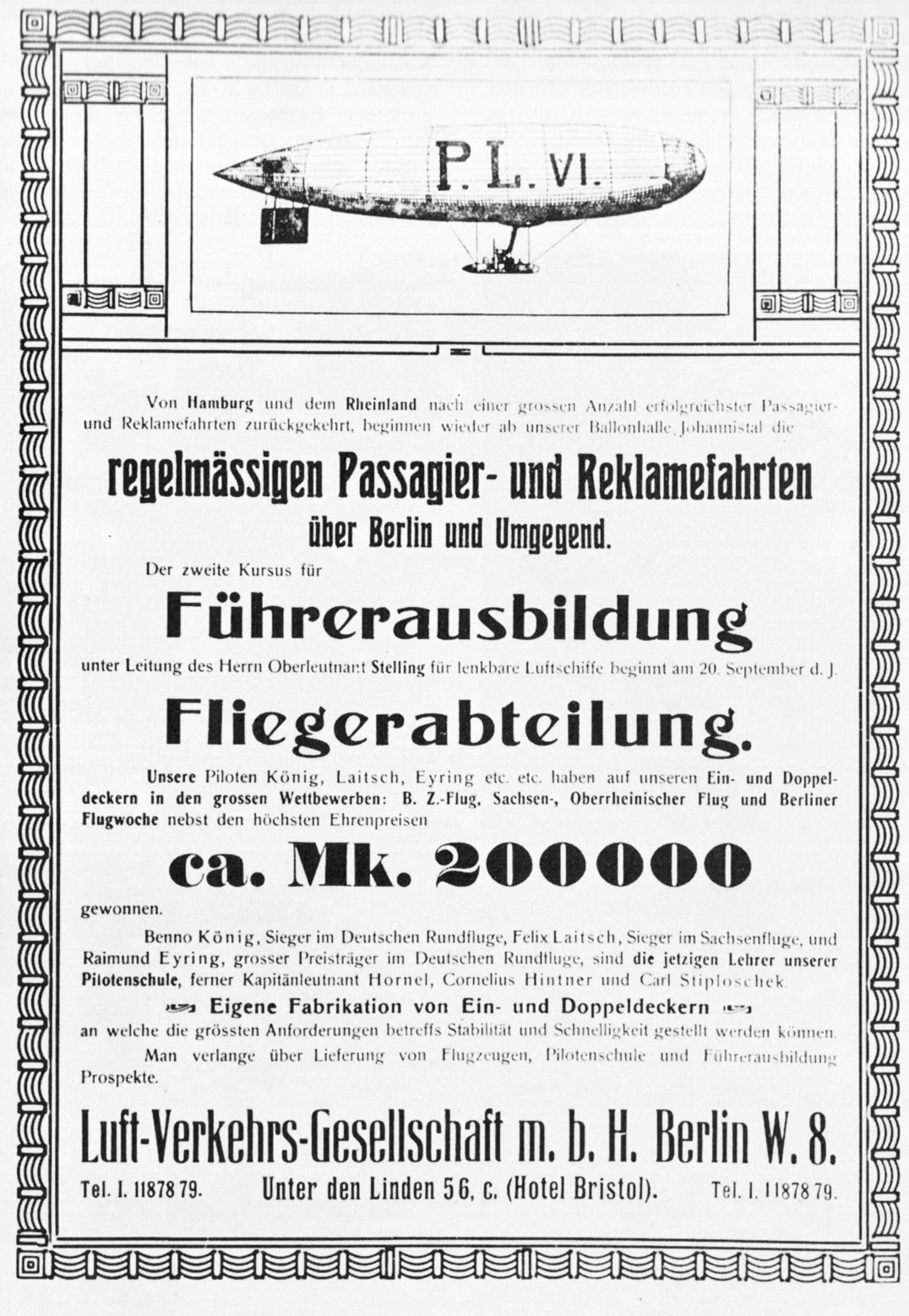
Реклама Luft-Verkehrs-Gesellschaft m.b.H., 1911 год

Luftverkehrsgesellschaft m.b.H. (L.V.G., также LVG, в отечественных источниках Эльфауге) — ныне не существующая германская авиастроительная компания времён Первой мировой войны.

## История
Компания основана Альфредом Мюллером в 1908 (или 1909 году) в берлинском районе Йоханнисталь. Первоначально её сферой деятельности были развлекательные полёты и реклама на дирижаблях Parseval P.L. 6 и P.L. 9 «Charlotte», выпускавшихся фирмой Luftfahrzeug-Gesellschaft (LFG). Первый из них совершил более 250 полетов, покрыв суммарно более 15 000 км и перевезя около 2300 пассажиров, что привело к переименованию компании из «авиационной» в «авиатранспортную».
С 1911 года LVG также занялась лицензионным выпуском самолётов Farman, но надеждам на крупные военные заказы не суждено было сбыться, особенно после случившейся с одним из них катастрофы; поставки ограничились семью машинами.
В конце того же года в компанию пришёл швейцарский инженер Франц Шнайдер, ранее работавший в Nieuport. Первой его моделью, разработанной для LVG, стал биплан-разведчик B.I. После успешных испытаний ВВС заказали поставку 113 машин в 1913 году. Наняв 350 человек, компания смогла ещё до конца года произвести 60 самолётов. Перед войной LVG также обустроила один из ангаров под нужды авиационного производства (сгорел в 1914 году). В Кёзлине имелся также филиал, выпускавший гидросамолёты. Следующая модель, B.II, также выпускалась по лицензии другими компаниями. Армия продолжала заказывать его вплоть до 1917 года, правда, уже как учебный.
В 1913 году Франц Шнайдер разработал синхронизатор пулемёта, однако, оснащённый им самолёт LVG E.I не был запущен в серийное производство. На его счету также проекты двухместных LVG C.I и LVG C.II (выпускался в том числе AGO и Otto), поставлявшихся в части воздушной разведки (Flieger Abteilung, сокращенно Fl. Abt.). Последним его проектом для компании стал также не пошедший в серию LVG C.IV.
Вместо него был нанят инженер Вильгельм Заберски-Мюссигбродт, ушедший из созданной им Pfalz-Flugzeugwerke, после того, как ему на посту главного конструктора предпочли Рудольфа Герингера. Для LVG он разработал двухместный разведчик C.V и его модификацию C.VI. C.V построенный в наибольшем количестве среди произведенных компанией за все время её существования летательных аппаратов, был одним из лучших в C-классе (вместе с DFW C.V и Rumpler C.IV).
Также в LVG в разное время работали Эрнст Хейнкель, Вальтер Ретель, Феликс Лайч, а также Пауль Георг Эрхардт, с 1917 года руководитель КБ.
LVG C.IV в 1916 году участвовал в налёте на Лондон; он сбросил бомбы вблизи вокзала Виктория, но на обратном пути был сбит французской ПВО. Кроме разведчиков и лёгких бомбардировщиков, были построены несколько опытных образцов истребителей: моноплан E.I и несколько бипланов D-класса. Затем, в конце 1916 — первой половине 1917 года компания перешла к лицензионному выпуску истребителей Albatros D.II, бомбардировщиков Gotha G.III и DFW C.V.
За годы Первой мировой войны LVG, выпустившая 5640 самолётов, стала вторым авиапроизводителем Германской империи (первое место у фирмы Albatros, 6242 летательных аппарата).

## Продукция компании

### Собственные разработки

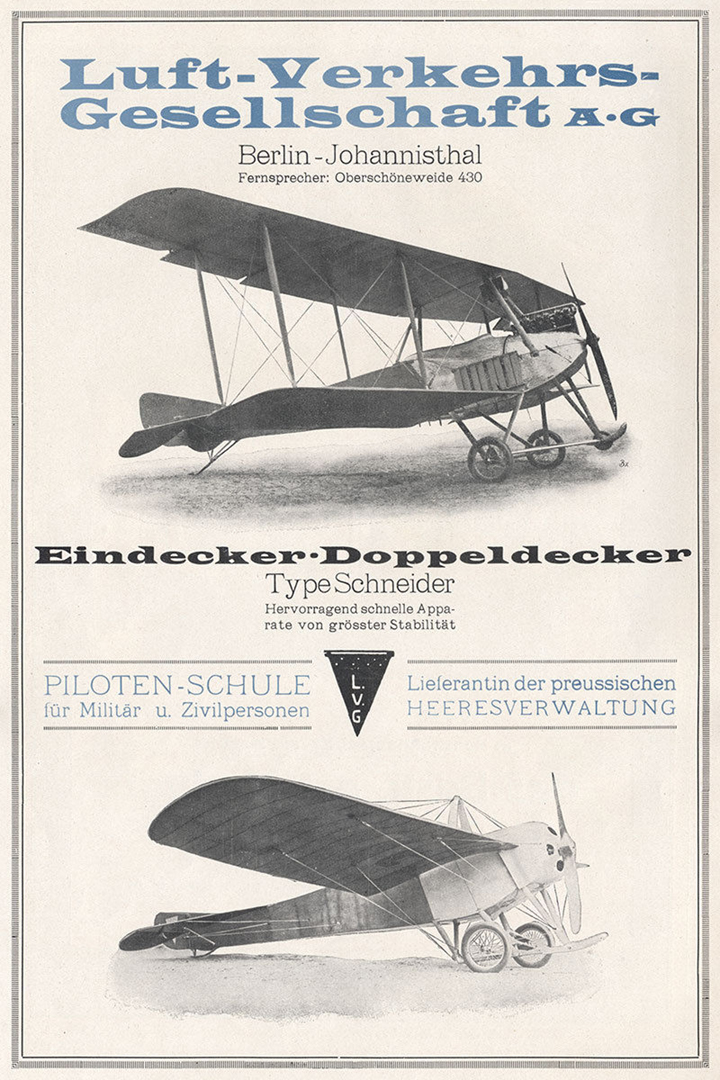
Довоенная реклама самолёта Type Schneider

- LVG B.I — разведчик, позже учебный
- LVG B.II — разведчик, позже учебный, двигатель Mercedes D.II (120 л. с.), также строился компаниями «Otto-Werke GmbH» и «Luftfahrzeugbau Schütte-Lanz»
- LVG B.III — учебный
- LVG C.I — первый немецкий двухместный самолёт со штатным пулемётом у летнаба, двигатель Benz Bz.III (150 л. с.)
- LVG C.II — разведчик, двигатель Mercedes D.III (160 л. с.);
- LVG C.IV — разведчик, двигатель Mercedes D.IV (220 л. с.);
- LVG C.V — разведчик
- LVG C.VI — разведчик, выпущено более 1000 экземпляров
- LVG C.VIII — прототип
- LVG C.IX — не завершён
- LVG D 10
- LVG D.I лицензионный истребитель Albatros D.II
- LVG D.II — прототип
- LVG D.III — прототип
- LVG D.IV — прототип
- LVG D.V — прототип
- LVG D.VI — прототип
- LVG E.I — экспериментальный истребитель-моноплан с двумя пулемётами;
- LVG G.I (KD.VII) — двухмоторный бомбардировщик-триплан, двигатель Benz IV (или Benz Bz.III)[3]
- LVG G.II
- LVG G.III — то же с 2 двигателями Maybach Mb.IV, разработка Schütte-Lanz (Schul G.V);
- LVG P.I — лёгкий транспортный одномоторный биплан на базе LVG C.VI, 4 экземпляра.

### Лицензионный выпуск
- Albatros B.II
- Albatros C.II
- Gotha G.IV
- Sablatnig SF 5

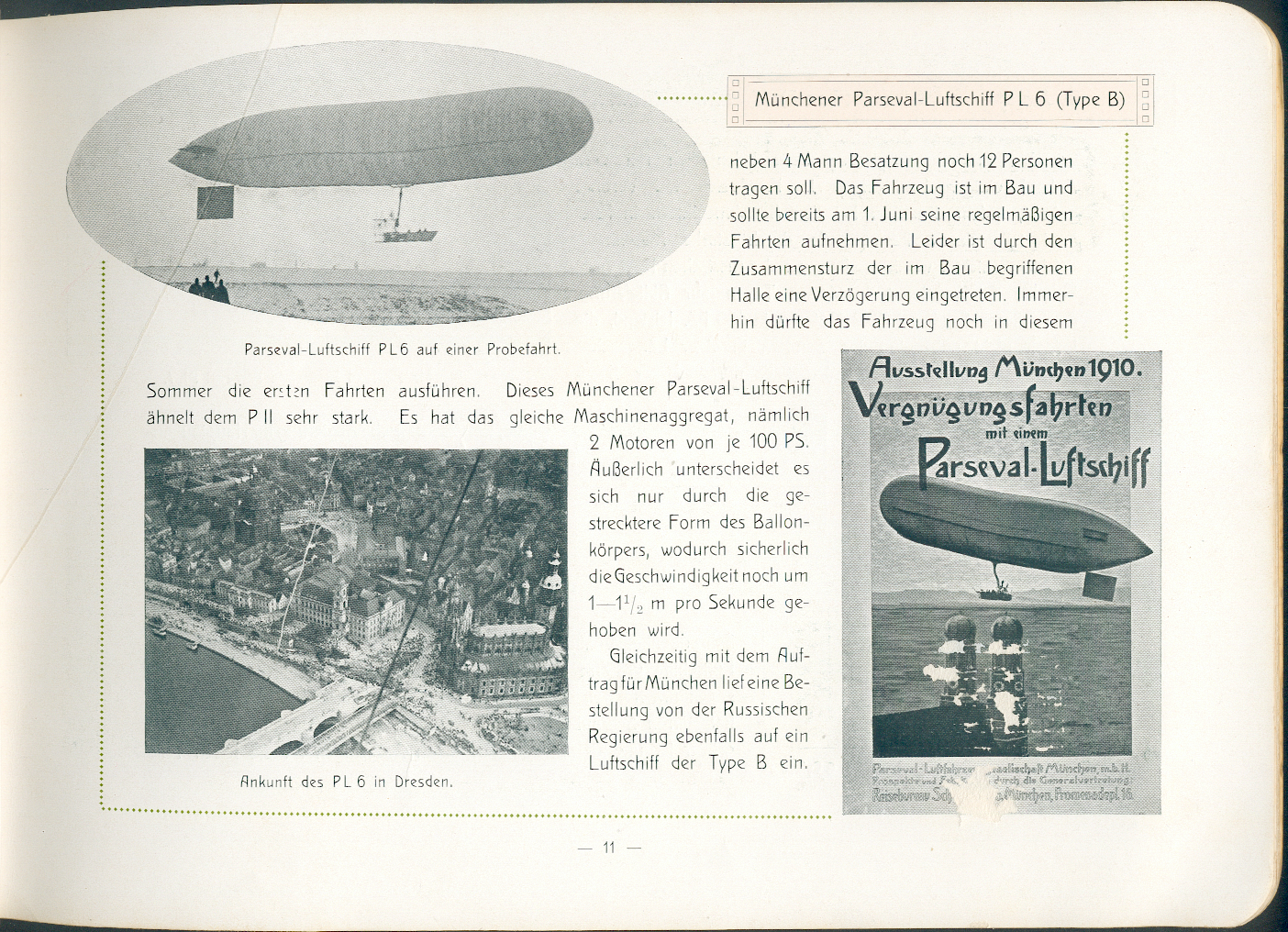
Дирижабль P.L. 6
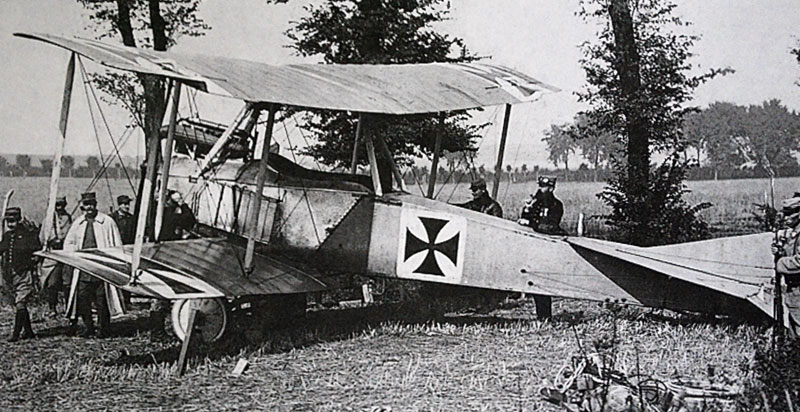
LVG B.I
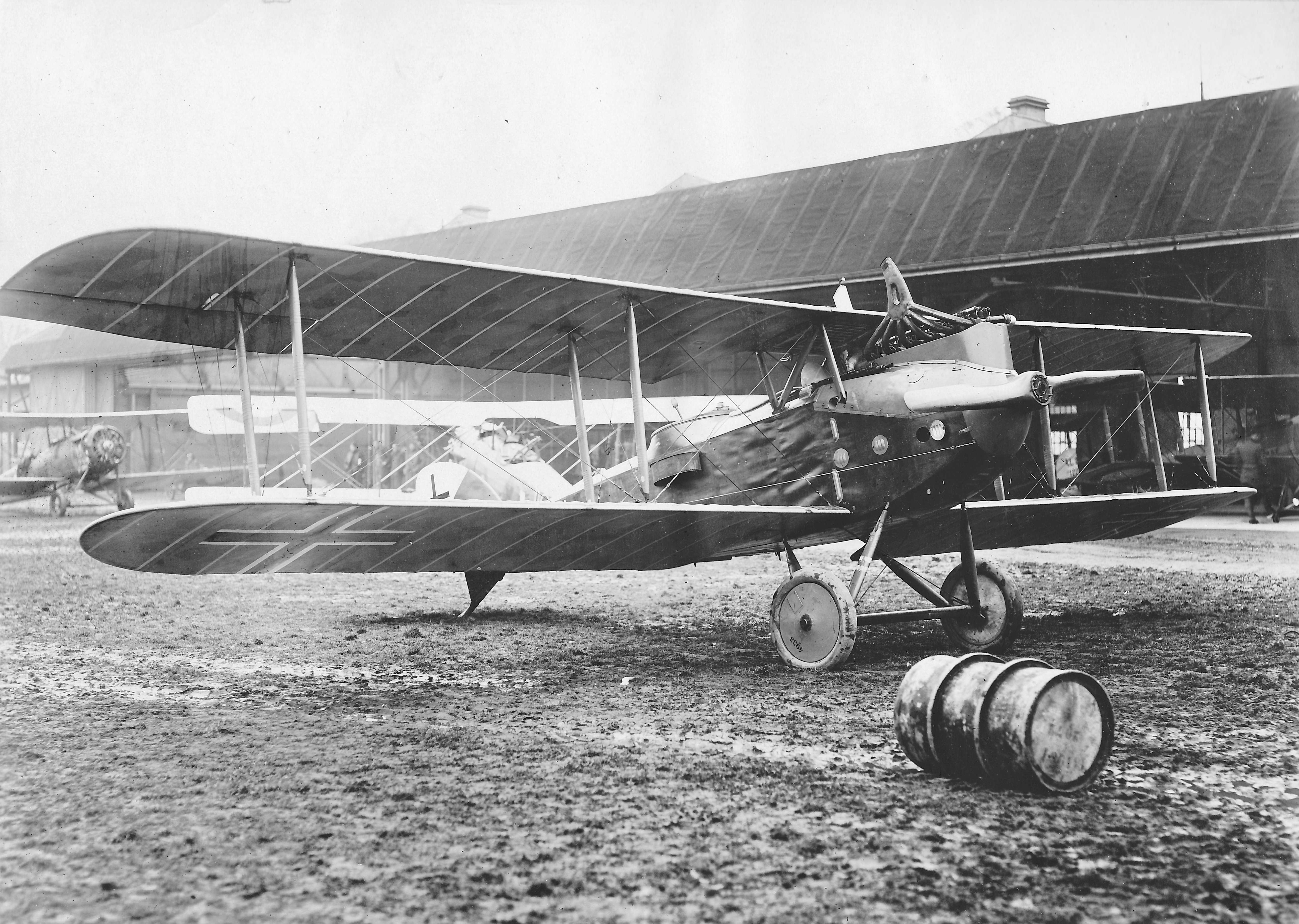
LVG C.VI
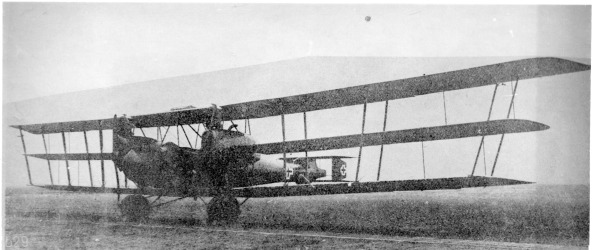
бомбардировщик-триплан G.III
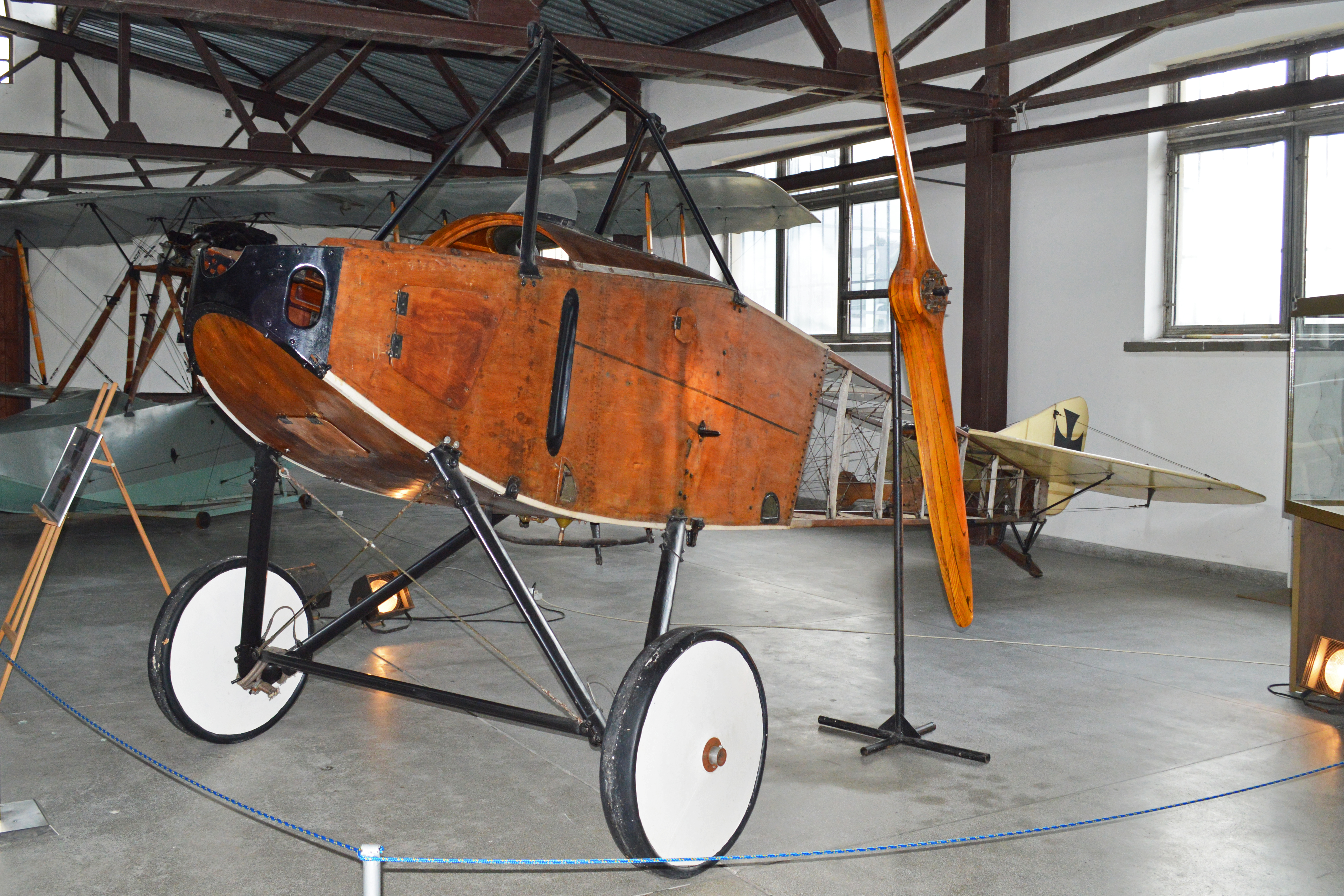
Фюзеляж LVG B.II (Музей польской авиации, Краков)